# Хоцишево (Любуське воєводство)
Хоцишево (пол. Chociszewo) — село в Польщі, у гміні Тшцель Мендзижецького повіту Любуського воєводства.
Населення — 469 осіб (2011).
У 1975-1998 роках село належало до Гожовського воєводства.

## Демографія
Демографічна структура станом на 31 березня 2011 року:
|          | Загалом | Допрацездатний вік | Працездатний вік | Постпрацездатний вік |
| -------- | ------- | ------------------ | ---------------- | -------------------- |
| Чоловіки | 226     | 53                 | 158              | 15                   |
| Жінки    | 243     | 61                 | 140              | 42                   |
| Разом    | 469     | 114                | 298              | 57                   |